# マイケル・カーリー
マイケル・カーリー（Michael Curry、1994年3月2日 - ）は、スーパーラグビー・パシフィック、モアナ・パシフィカに所属するラグビー選手。

## プロフィール
- ニュージーランドオークランド出身[1]。
- ポジションはロック(LO)、フランカー(FL)。
- 身長 196cm、体重 115kg。

## 来歴
タスマン、コロラド・ラプターズを経て、2020年、豊田自動織機シャトルズ(現・豊田自動織機シャトルズ愛知)に加入。
2021年3月13日に行われたトップチャレンジリーグ第1節のマツダブルーズーマーズ戦に途中出場で日本での公式戦初出場を果たした。同年、豊田自動織機シャトルズ愛知退団後、2022年、モアナ・パシフィカに加入。